# Oudalle
Oudalle é uma comuna francesa na região administrativa da Normandia, no departamento de Sena Marítimo. Estende-se por uma área de 9,71 km². Em 2010 a comuna tinha 439 habitantes (densidade: 45,2 hab./km²).